# Denis van Alsloot

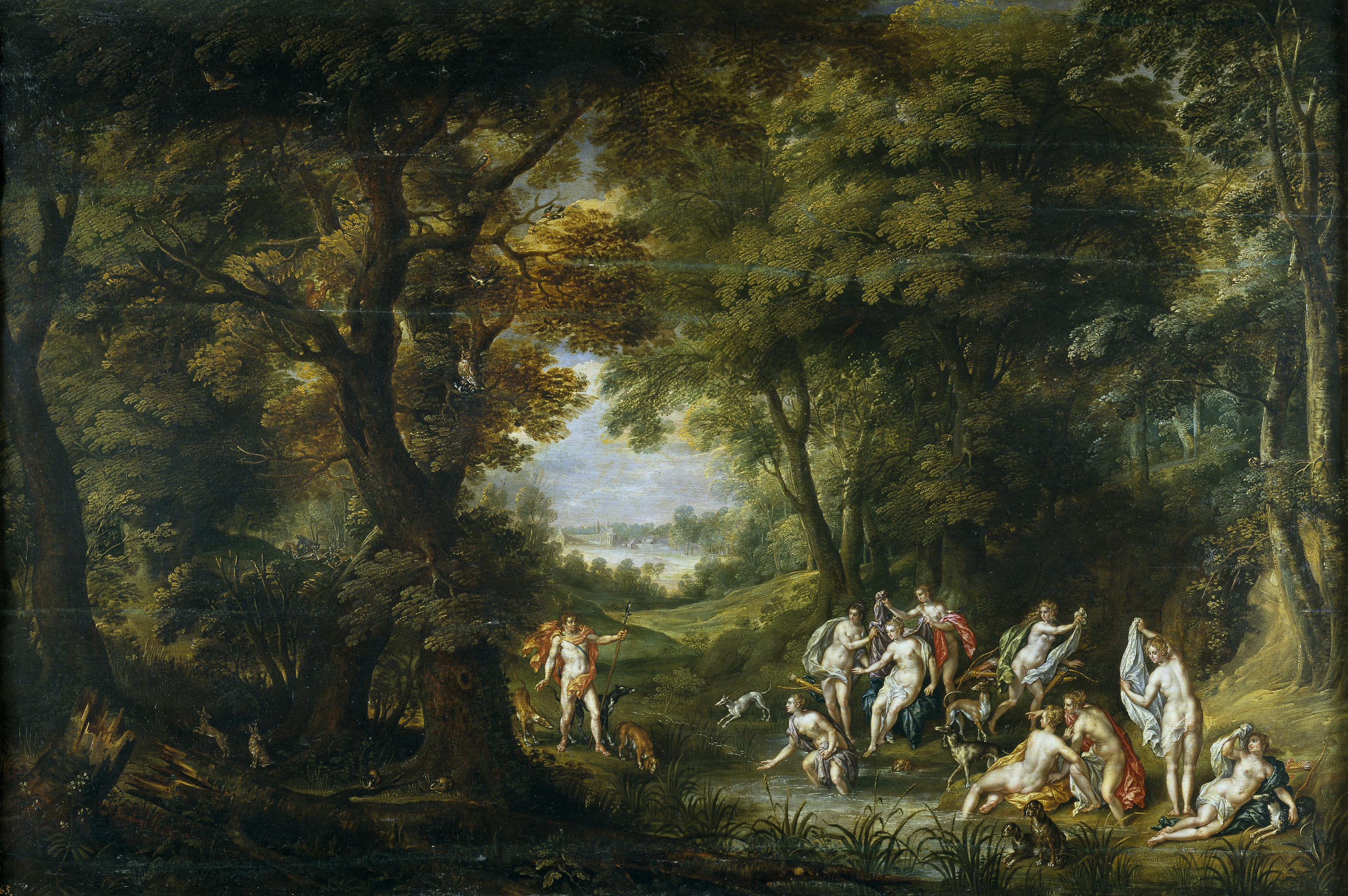
Hendrick de Clerck y Denis van Alsloot, Paisaje con Diana y Acteón, (hacia 1608) óleo sobre tabla, 70 x 105 cm, Madrid, Museo del Prado.

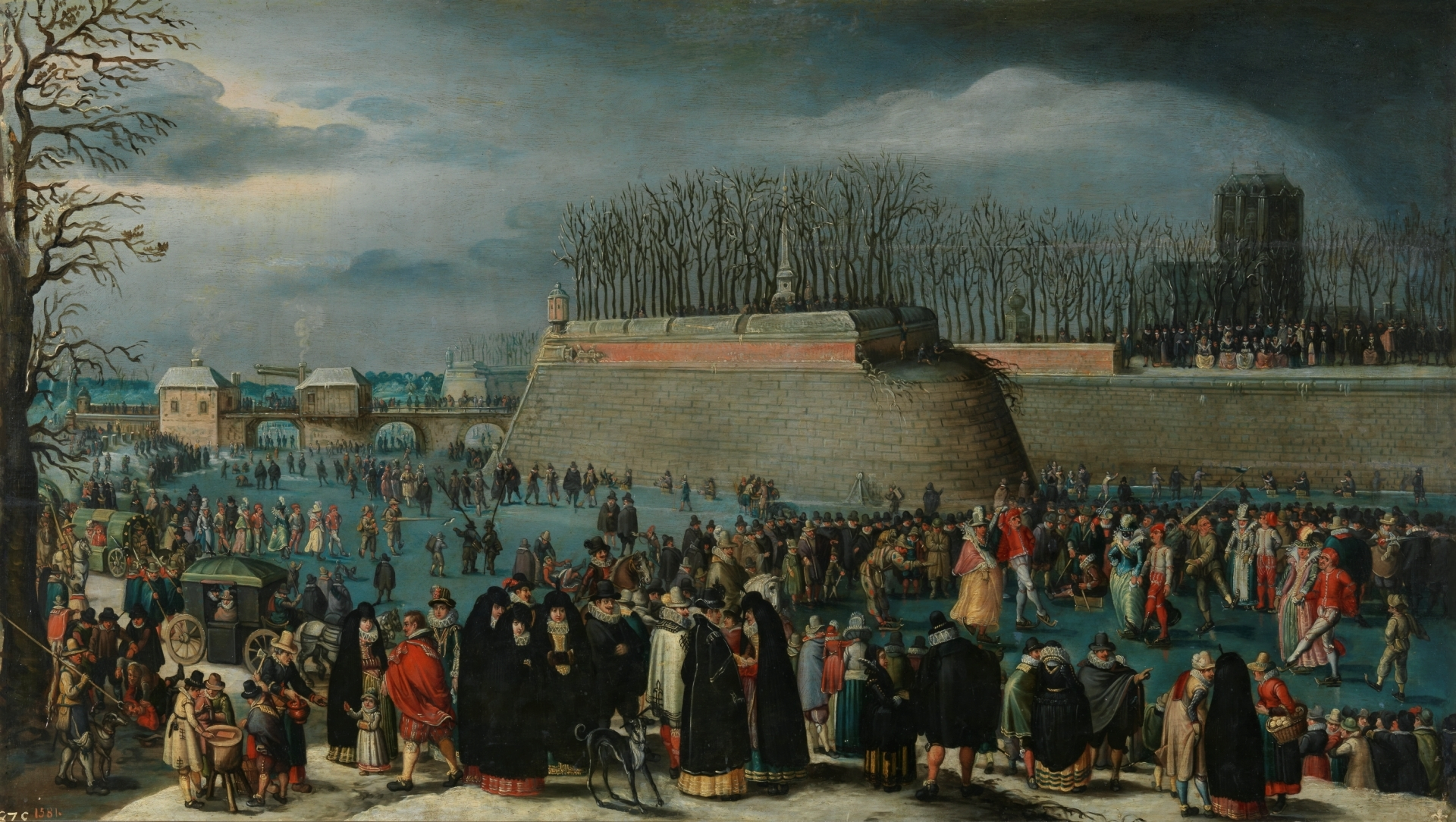
Mascarada patinando, o El Carnaval sobre el hielo de los fosos de la Kipdorppoort en Amberes, hacia, 1620, óleo sobre tabla, 57 x 100 cm, Madrid, Museo del Prado.

Denis van Alsloot (Malinas 1570-Bruselas, 1628) fue un pintor flamenco especializado en la pintura de arquitecturas y paisajes en los que en ocasiones contó con la colaboración de Hendrick de Clerck, a quien se deben las figuras.

## Biografía
La primera noticia que se tiene de su actividad es un recibo de pago fechado en 1593 por el dorado y otras labores del monumento de la familia Garnier en Notre-Dame-du-Sablon de Bruselas. Establecido en Bruselas, hacia 1600 entró al servicio del archiduque Alberto e Isabel Clara Eugenia. Algunas de sus pinturas más características ilustran con carácter documental la vida pública de los Países Bajos, de lo que son buen ejemplo los paneles de la Fiesta del Ommeganck, con la procesión en honor a Nuestra Señora de Sablón y el Triunfo de la archiduquesa el 31 de mayo de 1615, distribuidos entre el Victoria and Albert Museum de Londres y el Museo del Prado. A la serie, encargada por los archiduques en 1616 para conmemorar las fiestas organizadas en reafirmación de su soberanía un año antes, podría pertenecer la Fiesta de Nuestra Señora del Bosque, de la que se conocen tres versiones, en el Palacio de El Pardo, Musées Royaux des Beaux-Arts de Bruselas y Museo del Prado. 

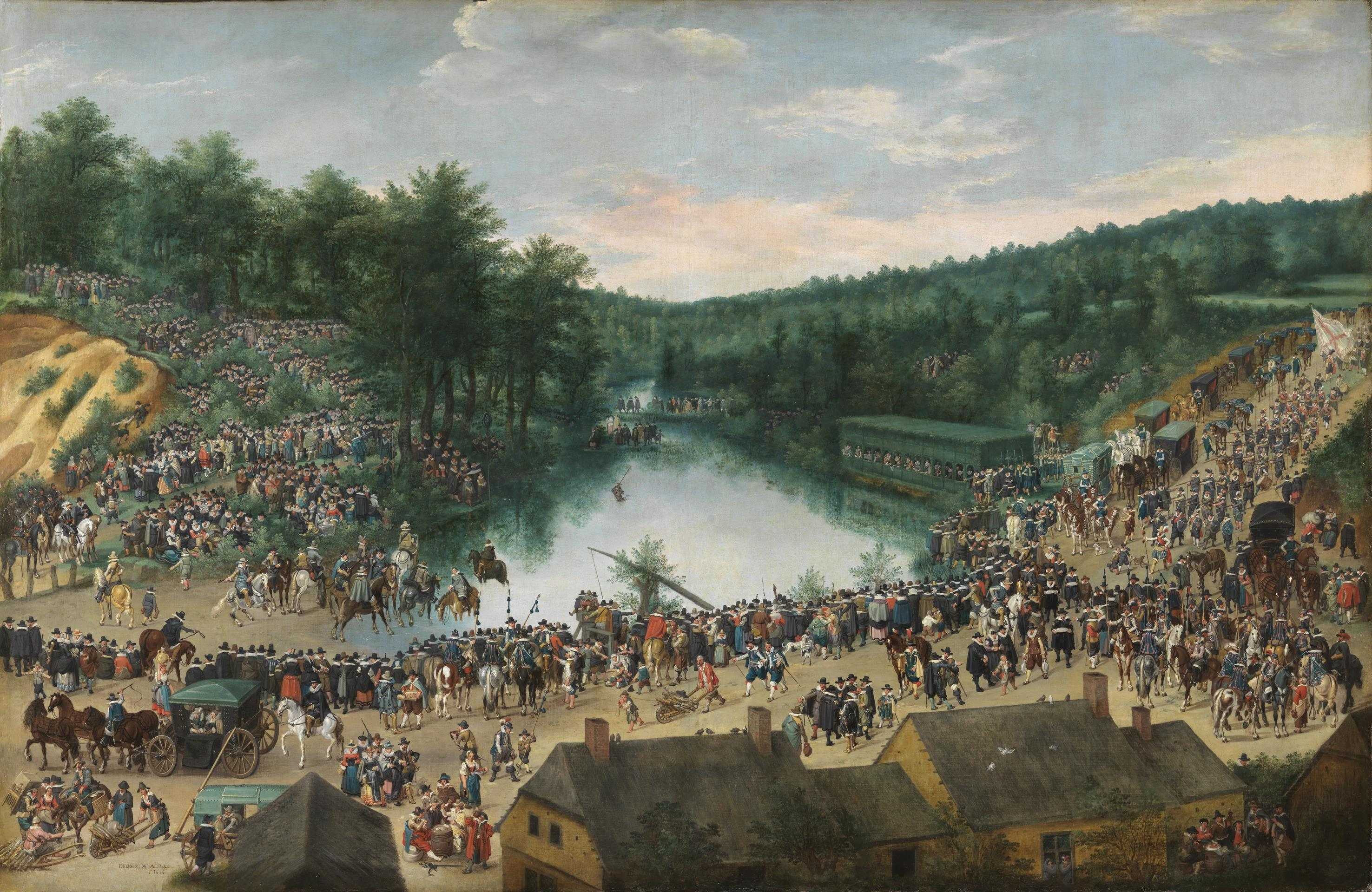
Fiesta de Nuestra Señora del Bosque, 1616, óleo sobre lienzo, 153 × 235.5 cm, Madrid, Museo del Prado.

En sus paisajes se señalan afinidades con los de Gillis van Coninxloo, aunque siempre más estáticos y con mayor realismo, que hace posible reconocer en ellos rincones del bosque de Soignes en los alrededores de Bruselas. Fruto de la colaboración con Hendrick de Clerck es la incorporación de figuras para componer escenas mitológicas o alegóricas, de lo que puede servir de ejemplo El Paraíso con los cuatro elementos, cobre de pequeñas dimensiones del que existen dos versiones, una en Múnich, Alte Pinakothek, y la restante, procedente del Monasterio de El Escorial, en el Museo de Bellas Artes de Granada, en depósito del Museo del Prado; o en este mismo museo el Paisaje con Diana y Acteón, una de las obras que se incorporaron a la Sala Reservada del Museo del Prado poco después de su apertura.
Por la documentación conservada del gremio de pintores de Bruselas consta que entre 1599 y 1625 tuvo cuatro discípulos, el último de ellos Pieter van der Borcht IV.